# Soňa Nováková
Soňa Nováková-Dosoudilová (Olomouc,6 de outubro de 1975) é uma jogadora de vôlei de praia checa.

## Carreira
A partir de 1996 formou dupla com Eva Celbová e conquistaram da medalha de bronze na edição do Campeonato Mundial de Vôlei de Praia de 2001, em Klagenfurt, Áustria.
Participou de duas edições dos Jogos Olímpicos de Verão em 2000 e 2004, Sydney e Atenas, respectivamente, quando atuou por  seu país ao lado de Eva Celbová e encerraram na nona posição em ambas.
Ainda disputou e obteve ao lado de Eva Celbová cinco medalhas em Circuito Europeu de Vôlei de Praia, sendo duas de ouro, a primeira obtida na cidade de Pescara, Itália e em 1998 na cidade de Rodes, Grécia e tres medalhas de bronze, a primeira na edição de 1997 na cidade de Riccione,Itália, em 1999 na cidade de Palma de Mallorca Espanha, e no ano de 2002, na Basileia, Suíça.